# 카르멘의 사랑
카르멘의 사랑(The Loves Of Carmen)은 미국에서 제작된 찰스 비더 감독의 1948년 영화이다. 리타 헤이워드 등이 주연으로 출연하였고 찰스 비더 등이 제작에 참여하였다.

## 출연

### 주연
- 리타 헤이워드
- 글렌 포드

### 조연
- 론 랜덜
- 빅터 조리
- 루더 애들러
- 아놀드 모스
- 조셉 버로프
- 마가렛 위컬리
- 버나드 네델
- 존 배러그레이
- 필립 반 잰트
- 로사 터리치
- 레오나 로버츠

## 제작진
- 미술: 스티븐 구손
- 의상: 진 루이스